# Axinaea sessilifolia
Axinaea sessilifolia är en tvåhjärtbladiga växtart som beskrevs av José Jéronimo Triana. Axinaea sessilifolia ingår i släktet Axinaea, och familjen Melastomataceae. IUCN kategoriserar arten globalt som starkt hotad.
Artens utbredningsområde är Ecuador. Inga underarter finns listade i Catalogue of Life.